# Виани, Алекс
Алми́ро Вивиа́ни Фиа́льо (порт.-браз. Almiro Viviani Fialho, более известный как А́лекс Виа́ни (порт.-браз. Alex Viany; 4 ноября 1918, Рио-де-Жанейро, Бразилия — 1 ноября 1992) — бразильский режиссёр, продюсер, сценарист, монтажёр, актёр, кинокритик и историк кино.

## Биография
Один из зачинателей бразильского «нового кино». С 1934 года выступал в печати как критик. С 1945 года работал журналистом в Голливуде, параллельно занимался на кинематографических курсах. В 1948 году, по возвращении на родину, основал журнал «Фильм» (порт.-браз. О Filme). Был среди организаторов первых национальных конгрессов бразильского кино в Рио-де-Жанейро (1952) и в Сан-Паулу (1953). Дебютировал как режиссёр в 1953 году («Иголка в стоге сена»).  Автор книги «Введение в историю бразильского кино» (1959) и других работ о национальной и зарубежных кинематографиях. Редактор кинематографического раздела энциклопедии «Ларусс». В 1965—1969 директор фундаментальной библиотеки издательства «Civilização brasileira».
Член жюри 18-го Берлинского международного кинофестиваля.

## Избранная фильмография

### Режиссёр
- 1953 — Иголка в стоге сена / Agulha no Palheiro
- 1954 — Улица без солнца / Rua Sem Sol
- 1957 — Роза ветров / Die Windrose (с Йорисом Ивенсом и Алберто Кавалканти)
- 1963 — Солнце над грязью / Sol Sobre a Lama
- 1974 — Машина и сон /
- 1978 — Невеста города / A Noiva da Cidade
- 1979 — Машиши, потерянный танец / Maxixe, a Danca Proibida
- 1979 — Умберту Мауру[1] / Humberto Mauro: Coracao do Bom (д/ф)

### Сценарист
- 1953 — Иголка в стоге сена / Agulha no Palheiro
- 1954 —  / Carnaval em Caxias
- 1954 — Улица без солнца / Rua Sem Sol
- 1959 —  / Quando os campos florescem
- 1963 — Солнце над грязью / Sol Sobre a Lama
- 1978 — Невеста города / A Noiva da Cidade

### Продюсер
- 1978 — Невеста города / A Noiva da Cidade

### Актёр
- 1953 — Иголка в стоге сена / Agulha no Palheiro
- 1962 — Пять раз фавела / Cinco vezes Favela

### Монтажёр
- 1953 — Иголка в стоге сена / Agulha no Palheiro
- 1954 — Улица без солнца / Rua Sem Sol
- 1978 — Невеста города / A Noiva da Cidade

## Награды
- 1957 — премия международного кинофестиваля в Карловых-Варах («Роза ветров»)

## Сочинения
- Introdução ao cinema brasileiro. — Rio de Janeiro., 1959.